# Horisme corticata
Horisme corticata là một loài bướm đêm thuộc họ Geometridae. Loài này có ở Đan Mạch tới Ba Lan, Áo, Hungary và România và từ miền trung Ý, Balkan và Anatolia tới Kavkaz và miền nam Nga.
Sải cánh dài 26–28 mm. Con trưởng thành bay từ tháng 4 đến tháng 9 tùy theo địa điểm.
Ấu trùng ăn các loài Clematis vitalba, Clematis viticella và Anemone sylvestris.

## Hình ảnh

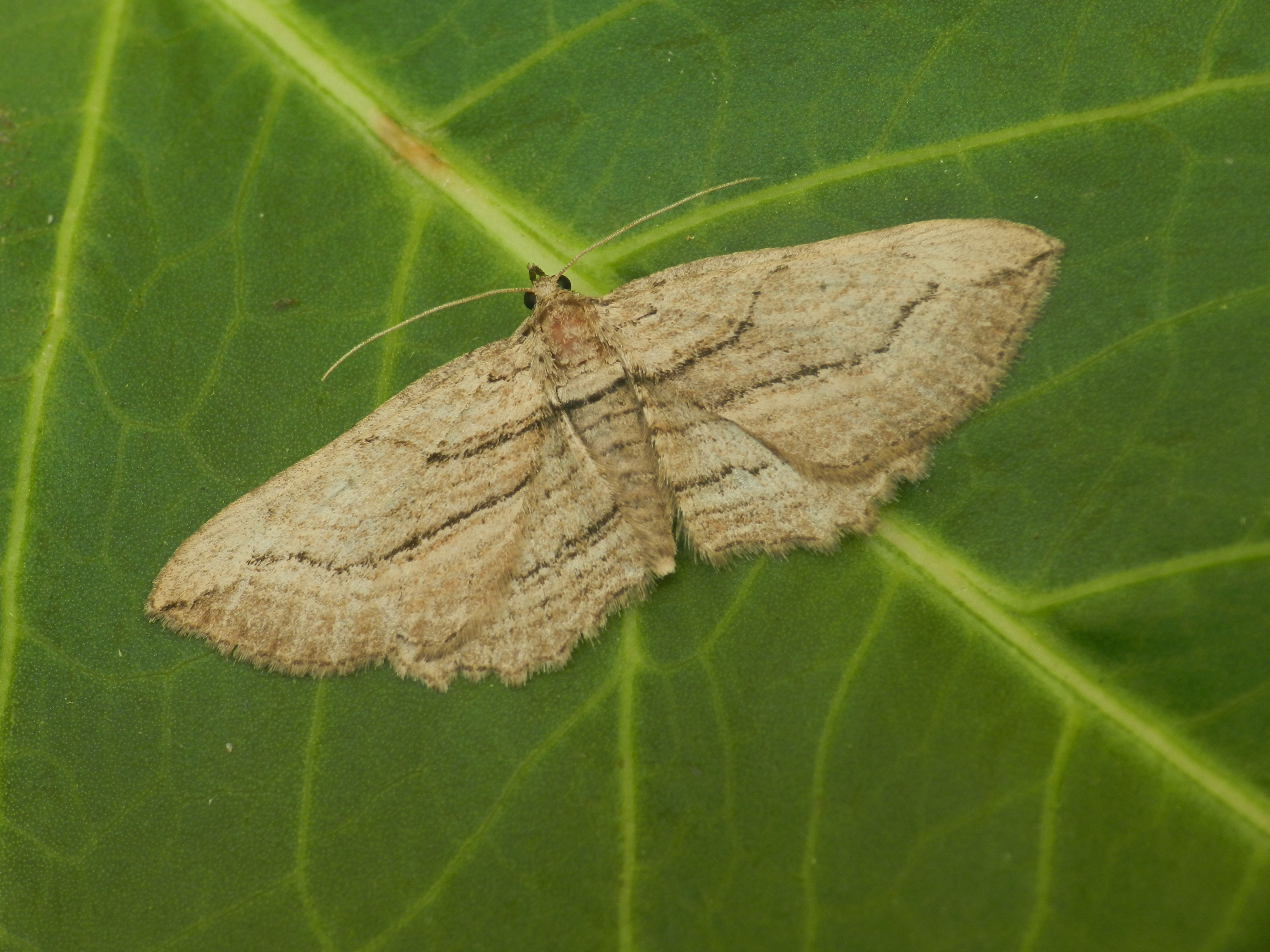